# 金城鎮區 (堪薩斯州麥克弗森縣)
金城鎮區（英語：King City Township）為美國堪薩斯州麥克弗森縣轄下的鎮區。2010年美国人口普查中此鎮區人口有477人。

## 地理
金城鎮區涵蓋總面積為93.2平方（35.99平方英里），其中陸地面積為93.1平方（35.95平方英里），水域面積為0.10平方（0.04平方英里）或0.11%。

## 人口統計
根據2010年美國人口普查，金城鎮區人口有477人，其中男性有255人，女性有222人，人口密度為每平方公里5.12人，住房計196戶。鎮區內的白人有466人，非裔美國人有2人，美洲原住民有0人，亞裔美國人有0人，太平洋島裔美國人有0人，其他種族有4人，混血種族則有5人。此外鎮區內有17人為西班牙裔或拉丁裔美國人。此鎮區之年齡中位數為48.4歲，而男性年齡中位數為47.7歲，女性年齡中位數為49.0歲。

## 交通

### 主要公路
- 135號州際公路
- 61號堪薩斯州州道